# مراقبت از تجارت (فیلم)
مراقبت از تجارت (به انگلیسی: Taking Care of Business) یک فیلم کمدی آمریکایی محصول سال ۱۹۹۰ میلادی به کارگردانی آرتور هیلر و بازیگران اصلی جیم بلوشی و چارلز گرودین می‌باشند.
این فیلم همچنین به عنوان اولین اثر فیلمنامه شناخته شده‌است که توسط جی. جی. آبرامز نوشته شده که بعداً به ساخت فیلمنامه‌های سوپر هشت و جنگ ستارگان: نیرو برمی‌خیزد رفت.

## داستان
جیمی دورسکی مجرمی است که در حال سپری کردن ۴۸ ساعت آخر حکم زندانش است. او با شرکت در یک مسابقه از طریق رادیو، یک جفت بلیت مسابقه بیس بال برنده می‌شود؛ بنابراین طاقت نیاورده و با کمک دیگر زندانی‌ها فرار می‌کند تا به تماشای مسابقه برود و…

## بازیگران
- جیم بلوشی در نقش جیمی دورورسکی / «اسپنسر بارنز»
- چارلز گرودین در نقش اسپنسر بارنز
- ماکو ایواماتسو به عنوان آقای ساکاموتو
- هکتور الیزوندو به عنوان سرپرست
- ورونیکا هامل نقش الیزابت بارنز
- استیون الیوت در نقش والتر بنتلی
- لورین لاکلین در نقش جواهر بنتلی
- جان دی لانسی نقش تد برادفورد جونیور
- گیتس مک‌فدن نقش دایان کانورز
- آن د سالوو در نقش دبی لیپتون
- Burke Byrnes به عنوان نگهبان زندان

## انتقادها
این فیلم نقدهای منفی را از منتقدین دریافت کرد.

## تولید
صحنه‌های بیس بال در استادیوم آنجل آناهیم در کالیفرنیا فیلمبرداری شده‌است.
این فیلم فروش ۲۰ میلیون دلار آمریکا در ایالات متحده داشت.